# Không quân Cộng hòa Singapore
Không quân Cộng hòa Singapore (tiếng Anh: Republic of Singapore Air Force - RSAF, tiếng Trung: 新加坡空军部队; tiếng Mã Lai: Angkatan Udara Republik Singapura; tiếng Tamil: சிங்கப்பூர் ஆகாயப்படை) là nhánh không quân của Lực lượng vũ trang Singapore. Lực lượng này đã được thành lập lần đầu vào năm 1968 với tên Bộ Tư lệnh Phòng không Singapore (Singapore Air Defence Command - SADC) trước khi được đổi tên như hiện nay vào năm 1975.

## Các đời chỉ huy
| 1                                                |  | Ee Tean Chye                        | 1970 - 1972 |  |
| Chủ nhiệm Tham mưu Không quân                    |  |                                     |             |  |
| 1                                                |  | John Francis Langer                 | 1973 - 1975 |  |
| 2                                                |  | W E Kelly                           | 1975        |  |
| 3                                                |  | D J Rhodes                          | 1975 - 1976 |  |
| 4                                                |  | Murray Alexander Turnbull           | 1976 - 1977 |  |
| 5                                                |  | Liu Ching Chuan                     | 1977 - 1980 |  |
| Phó chỉ huy trưởng Không quân Cộng hòa Singapore |  |                                     |             |  |
| 1                                                |  | Đại tá Michael Teo Eng Cheng        | 1980 - 1982 |  |
| 2                                                |  | Gary Yeo Ping Yong                  | 1982 - 1984 |  |
| (1)                                              |  | Đại tá Michael Teo Eng Cheng        | 1984 - 1985 |  |
| Tư lệnh Không quân Cộng hòa Singapore            |  |                                     |             |  |
| 1                                                |  | Chuẩn tướng Michael Teo Eng Cheng   | 1985 - 1990 |  |
| Chỉ huy trưởng Không quân                        |  |                                     |             |  |
| 1                                                |  | Chuẩn tướng Michael Teo Eng Cheng   | 1990 - 1992 |  |
| 2                                                |  | Thiếu tướng Bey Soo Khiang          | 1992 - 1995 |  |
| 3                                                |  | Thiếu tướng Goh Yong Siang          | 1995 - 1998 |  |
| 4                                                |  | Thiếu tướng Raymund Ng Teck Heng    | 1998 - 2001 |  |
| 5                                                |  | Thiếu tướng Lim Kim Choon           | 2001 - 2006 |  |
| 6                                                |  | Thiếu tướng Ng Chee Khern           | 2006 - 2009 |  |
| 7                                                |  | Thiếu tướng Ng Chee Meng            | 2009 - 2013 |  |
| 8                                                |  | Thiếu tướng Hoo Cher Mou            | 2013 - 2016 |  |
| 9                                                |  | Thiếu tướng Mervyn Tan Wei Ming     | 2016 - 2019 |  |
| 10                                               |  | Thiếu tướng Kelvin Khong Boon Leong | 2019 - 2024 |  |
| 11                                               |  | Thiếu tướng Kelvin Fan Sui Siong    | 2024 - nay  |  |